# Râul Głuchy
Głuchy este un râu care curge în sud-estul Poloniei. Are o lungime de 13,15 km și este un afluent de stânga al râului Czarna.
Pârâul izvorăște din Munții Sanok-Turka și curge la vale între masivele Ostre și Otryt, care sunt incluse adesea de geografi în Munții Bieszczady de Vest. Cursul său începe la capătul sudic al masivului Ostre, la o altitudine de aproximativ 740 m deasupra nivelului mării, și continuă în jumătatea sa superioară spre vest, traversând teritoriile fostelor sate Chodak și Pawłówki și apoi teritoriul satului Skorodne. Râul își schimbă apoi direcția spre nord-vest, traversează localitățile Polana Ostre și Polana, unde se varsă în râul Czarna (la o altitudine de 444,2 m deasupra nivelului mării). Pe toată lungimea cursului său, Głuchy colectează atât de pe dreapta, cât și de pe stânga apele mai multor pâraie care curg de pe versanții vecini.